# Gottwaldovský kraj
Gottwaldovský kraj byl správní celek v Československu, který existoval v letech 1948–1960. Jeho centrem byl Gottwaldov (dnešní Zlín). Kraj měl rozlohu 5 106 km². Od současného Zlínského kraje, zavedeného roku 2000, se lišil především tím, že zahrnoval také Hodonínsko.

## Historický vývoj
Vznikl z východních oblastí Moravy dne 24. prosince 1948 na základě zákona o krajském zřízení, při níž bylo k 31. prosinci 1948 zrušeno zemské zřízení. Krajský národní výbor byl zřízen k 1. lednu 1949.
Dne 1. července 1960 pak byl na základě zákona o územním členění státu kraj zrušen a jeho území rozděleno mezi kraj Jihomoravský (většina území) a Severomoravský (Vsetínsko).
V současné době je území někdejšího Gottwaldovského kraje rozděleno mezi kraje Jihomoravský (okolí Hodonína, Kyjov a Veselí nad Moravou), Zlínský (většina území) a Olomoucký (několik obcí v moderním okrese Přerov).

## Geografie
Na severu sousedil s krajem Ostravským, na severozápadě s krajem Olomouckým, na jihozápadě a jihu s krajem Brněnským, na jihovýchodě se slovenským Bratislavským krajem, a na severovýchodě se slovenským Žilinským krajem.

## Administrativní členění
Kraj se členil na 11 okresů: Gottwaldov (Zlín), Hodonín, Holešov, Kroměříž, Kyjov, Uherské Hradiště, Uherský Brod, Valašské Klobouky, Valašské Meziříčí, Veselí nad Moravou a Vsetín.